# Polyphone Verschlüsselung
Als polyphone Verschlüsselung (auch: polyphone Chiffrierung) oder kurz Polyphonie bezeichnet man in der Kryptologie, also der Wissenschaft, die sich mit der Verschlüsselung und Entschlüsselung von Texten befasst, Methoden, bei denen unterschiedliche Klartextzeichen ein und demselben Geheimtextzeichen zugeordnet werden. Sie dienen somit zur Reduktion des benötigten Geheimtextzeichenvorrats.
Umgekehrt – aus Sicht des Geheimtextes formuliert – bedeutet Polyphonie, dass die einzelnen Geheimtextzeichen unterschiedliche Klartextbedeutungen haben können. Aus dieser Sichtweise erklärt sich der aus dem Altgriechischen abgeleitete Begriff „polyphon“ für diese Methoden, der aus den beiden Wörtern πολύ polý „viel, mehr“ und φωνή phonḗ „Stimme“ besteht, also „vielstimmig“ bedeutet. Man stellt sich im übertragenen Sinne vor, die einzelnen Geheimtextzeichen würden mit mehreren (vielen) „Stimmen“ sprechen, also verschiedene Klartextbedeutungen aufweisen.
Eine gegensätzliche Methode ist die homophone Verschlüsselung, bei der einzelnen  Klartextzeichen mehrere Geheimtextzeichen zugeordnet werden.
Polyphone Verschlüsselungen wurden schon vor Jahrhunderten verwendet und hauptsächlich von Amateuren benutzt. Aber selbst im Zweiten Weltkrieg kamen sie noch zur Anwendung. Beispielsweise nutzte die deutsche Kriegsmarine für ihren Wetterkurzschlüssel polyphone Chiffrierung zur Angabe von Temperaturen. Ferner wurden in den Jahren 1944/45 beim Kurzsignalverfahren Kurier zur Chiffrierung des Luftdrucks Polyphone verwendet.

## Beispiel
Um die sendenden deutschen U-Boote vor der Einpeilung durch alliierte Kriegsschiffe oder Landstationen zu schützen, setzte sich die Kriegsmarine zum Ziel, die Funksprüche möglichst kurz zu halten. So sollte der Luftdruck, als ein Bestandteil eines typischen Wetterkurzsignals, mit nur einem einzigen Großbuchstaben des lateinischen Alphabets chiffriert werden. Gleichzeitig musste ein Luftdruckbereich von 948 mbar (und weniger) bis 1046 mbar (und mehr) mit einer ausreichend feinen Auflösung in Schritten von 2 mbar abgedeckt werden. Dies sind 50 Stufen. Da unser Alphabet allerdings nur 26 Großbuchstaben bietet, fand man die Lösung, die 50 Luftdruckstufen (Klartext) den 26 Buchstaben (Geheimtext) polyphon zuzuordnen.
Das heißt, das zur Verfügung stehende Alphabet wurde polyphon (hier genauer: doppelt) genutzt, und zwar einmal für den Bereich von 948 bis 996 mbar und zweitens für 998 bis 1046 mbar. Dabei wurde das folgende Schema verwendet:
```
1046 mb = A    1020 mb = N    996 mb = A    970 mb = N
1044    = B    1018    = O    994    = B    968    = O
1042    = C    1016    = P    992    = C    966    = P
1040    = D    1014    = Q    990    = D    964    = Q
1038    = E    1012    = R    988    = E    962    = R
1036    = F    1010    = S    986    = F    960    = S
1034    = G    1008    = T    984    = G    958    = T
1032    = H    1006    = U    982    = H    956    = U
1030    = I    1004    = V    980    = I    954    = V
1028    = J    1002    = W    978    = J    952    = W
1026    = K    1000    = Y    976    = K    950    = Y
1024    = L     998    = Z    974    = L    948    = Z
1022    = M                   972    = M
```

Die Zuordnung auf den zutreffenden der beiden Luftdruckbereiche oblag dem Empfänger der Nachricht, der unter Kenntnis der ungefähren Wetterlage auf den richtigen der beiden möglichen Werte schloss.
Wie alle von den deutschen U-Booten gefunkten Meldungen wurden auch solche polyphon chiffrierten Wetterkurzsignale nicht direkt gesendet, sondern vorab verschlüsselt. Dazu diente die Schlüsselmaschine Enigma-M4.

## Belege
1. ↑  Friedrich L. Bauer: Entzifferte Geheimnisse. Methoden und Maximen der Kryptologie. 3., überarbeitete und erweiterte Auflage. Springer, Berlin u. a. 2000, S. 38.
2. ↑  Friedrich L. Bauer: Entzifferte Geheimnisse. Methoden und Maximen der Kryptologie. 3., überarbeitete und erweiterte Auflage. Springer, Berlin u. a. 2000, S. 75.
3. ↑  Dirk Rijmenants: Kurzsignale. (Englisch, abgerufen: 25. August 2008)